# Mesochorus planus
Mesochorus planus är en stekelart som beskrevs av Dasch 1974. Mesochorus planus ingår i släktet Mesochorus och familjen brokparasitsteklar. Inga underarter finns listade i Catalogue of Life.